# Ilybius chishimanus
Ilybius chishimanus är en skalbaggsart som beskrevs av Kôno 1944. Ilybius chishimanus ingår i släktet Ilybius och familjen dykare. Inga underarter finns listade i Catalogue of Life.